# Ira Wilhelm
Ira Wilhelm (* 1962 in Lahr) ist eine deutsche Übersetzerin und Literaturwissenschaftlerin.

## Leben
Ira Wilhelm ist die Tochter eines Deutschen und seiner aus Curaçao stammenden Ehefrau. Sie und ihre vier Geschwister wuchsen zweisprachig mit Deutsch und Niederländisch als Muttersprachen auf. Ira Wilhelm studierte Komparatistik, Germanistik und Anglistik an der Ludwig-Maximilians-Universität München. Seit 1994 arbeitet sie als freie Übersetzerin; sie lebt heute in Berlin.
Ira Wilhelm übersetzt Romane, Gedichte und Sachbücher aus dem Niederländischen ins Deutsche. 1994 erhielt sie ein Übersetzerstipendium der Landeshauptstadt München, 1997 ein Studienstipendium zum Hansischen Goethepreis der Alfred-Toepfer-Stiftung. Wilhelms Übersetzung von Die Fremde ins Deutsche wurde 2018 mit dem Else-Otten-Übersetzerpreis ausgezeichnet.
Sie ist Mitglied im Verband deutschsprachiger Übersetzer literarischer und wissenschaftlicher Werke, VdÜ.

## Herausgeberschaft
- Wilhelm Heinse: Aus verwischten einzelnen Blättern. St. Ingbert 1997

## Übersetzungen
- Oscar van den Boogaard: Julias Herrlichkeit, Frankfurt am Main 1997
- Oscar van den Boogaard: Liebestod, Frankfurt am Main 2001
- Hafid Bouazza: Paravion, Stuttgart 2005
- Jan Brokken: Der traurige Champion, Wien 2002
- Midas Dekkers: Der Gesundheitswahn, München 2008
- Midas Dekkers: Das Gnu und du, München 2002
- Midas Dekkers: Von Larven und Puppen, München 2003
- Jaap Grave: Übersetzen ist Liebeswerk, Leipzig 2003
- Cox Habbema: Mein Koffer in Berlin oder Das Märchen von der Wende, Leipzig 2004
- Stefan Hertmans: Der Himmel meines Großvaters, München 2014
- Stefan Hertmans: Die Fremde, München 2017
- Hip, Zürich 1998 (übersetzt zusammen mit Monika The)
- Hans Ibelings: Europäische Architektur seit 1890, Berlin 2011
- Lieve Joris: Mali-Blues, München 1998
- Anton Koolhaas: Der dünne Pelz des Bären Burlót, München 1996
- Erwin Mortier: Belichtungszeit, Frankfurt, M. 2007
- Erwin Mortier: Meine zweite Haut, Frankfurt am Main 2004
- Harry Mulisch: Selbstporträt mit Turban, München 1995
- Rascha Peper: Russisch Blau, München 1998
- Ilja Leonard Pfeijffer: Grand Hotel Europa, München 2020
- Jaap Scholten: Morgenstern, Stuttgart 2002
- Chika Unigwe: Schwarze Schwestern, Stuttgart 2010